# (3844) Lujiaxi
(3844) Lujiaxi es un asteroide perteneciente al cinturón de asteroides, descubierto el 30 de enero de 1966 por el equipo del Observatorio de la Montaña Púrpura desde el Observatorio de la Montaña Púrpura, Nankín (China).

## Designación y nombre
Designado provisionalmente como 1966 BZ. Fue nombrado Lujiaxi en honor al químico y físico chino Lu Jiaxi.